# حویجه
حویجه (به عربی: الحویجة) یک شهرک در عراق است که در شهرستان حویجه واقع شده‌است. حویجه ۱۹۰ متر بالاتر از سطح دریا واقع شده‌است.